# Heston Blumenthal
Heston Marc Blumenthal (født 27. maj 1966 i London) er en engelsk stjernekok og ejer af flere restauranter.
Blumenthal ejer The Fat Duck i Bray i Berkshire, der til og med 2015 var én af kun fire restauranter i Storbritannien med tre stjerner i Michelinguiden. Blumenthal ejer også restaurant Dinner i London, som har to Michelin-stjerner, og to pubber i Bray, The Crown og The Hind’s Head, som har en Michelin-stjerne.
Han har deltaget i flere madprogrammer som Hestons overvældende verden, der har været sendt på TV3 Puls.

## Restauranter
Michelin: 
- The Fat Duck - Michelin:  (2004-2015)
- The Hinds Head - Michelin:
- Dinner by Heston Blumenthal - Michelin:
- Dinner by Heston Blumenthal (Dubai) - Michelin:
- The Crown at Bray

## Tv Programmer
Originaltitel
- Heston's Great British Food
- Kitchen Chemistry
- In Search of Perfection
- Big Chef Takes on Little Chef
- Heston's Feasts
- How To Cook Like Heston
- Heston's Fantastical Food - på dansk Hestons fantasifulde verden
- Heston's Mission Impossible